# Église Saint-François de la Pierre-Rouge
L'église Saint-François de la Pierre-Rouge est une église chrétienne dédiée à saint François située à Montpellier dans l'Hérault.

## Histoire
Le chanoine Charles Prévost fait construire cette église sur l'enclos de 13 hectares qu'il achète progressivement pour y bâtir et étendre un orphelinat et un collège, alors en bordure du faubourg montpelliérain des Beaux-Arts.
Son architecte est Julien Boudes qui la construit entre 1909 et 1913, avec le clocher achevé en 1919. Elle est le dernier exemple d'église néo-gothique à Montpellier.
Parmi les œuvres :
- le tympan du couronnement de la Vierge est du sculpteur Jean Magrou,
- une Vierge à l'enfant au pilier central du sculpteur Raoul Dussol,
- les vitraux par Félix Gaudin,
- le mobilier est réalisé dans les ateliers de l'orphelinat.
L'église est inscrite au titre des monuments historiques par arrêté du 28 juillet 1999.
Un arrêté du 1er décembre 2021 vient étendre la protection à l'enclos : les jardins, la villa Berthe, la salle Bleue - salle de spectacles autant pour des artistes de renom que pour les élèves -, la cour des Miracles, deux salles de l'appartement du père Prévost ainsi que les façades et les toitures des autres bâtiments (hormis un bâtiment moderne).
Mort en 1947, Charles Prévost lègue l'ensemble de ses biens à une société privée à but non lucratif pour perpétuer les actions en faveur de la jeunesse. La Société de l'Enclos Prévost gère depuis les biens inscrits à l'inventaire des Monuments nationaux dont l'église.